# Драбкина, Алла Вениаминовна
А́лла Вениами́новна Дра́бкина — советская и российская писательница, редактор, драматург, прозаик.

## Биография
Алла Вениаминовна родилась 30 июля 1945 года. Провела детство в Псковской области.
Училась на актёрском факультете ЛГИТМиК.
Работала оператором на машиносчетной станции сталепрокатного завода, хронометражисткой, позже редактором в Доме санитарного просвещения.
Живёт и работает в Санкт-Петербурге (ранее Ленинград).

## Творчество
Первыми публикациями Аллы Драбкиной стали рассказы и повести в журналах «Звезда» и «Аврора», где они печатались начиная с 1966 года. Впоследствии большинство этих произведений было издано в авторских сборниках вместе с новыми повестями и рассказами.
Практически все эти произведения полностью реалистические, их действие происходит в советской действительности, приблизительно в то же время, когда они и написаны. Основные темы — взросление, поиск своего места в жизни, моральный выбор. Хотя большинство из этих книг рассчитано на взрослого читателя, некоторые адресованы детям («Волшебные яблоки») или подросткам («Пятнадцать лет мне скоро минет», «Меня не узнала Петровская»).
По рассказу «Далеко до апреля» и повести «…И чуть впереди» были поставлены телефильмы — в последнем случае Драбкина сама выступила в качестве сценариста.
В постсоветский период Драбкиной также написано несколько книг. В 2003 году было издано два детективных романа: «Смерть от кутюр» и «Жена по заказу». Годом позже был напечатан фантасмагорический роман «Русские грибники», посвящённый жизни в позднем СССР и ранней постсоветской России и литературному и иному творчеству в то время. За эту книгу Драбкиной в 2005 году была присуждена премия имени Н.В. Гоголя в номинации «Нос» (лучшее юмористическое или сатирическое произведение).
Член Союза писателей Санкт-Петербурга.

## Произведения

### Романы
- Марина (1985)
- Смерть от кутюр (2003)
- Жена по заказу (2003)
- Русские грибники (2004)

### Повести
- Здравствуйте, Анна Петровна!
- …И чуть впереди
- Белый билет
- Пятнадцать лет мне скоро минет… Дневник ученицы 7-а класса Маши Суховой (1968)
- Меня не узнала Петровская (1981)
- Мы стоили друг друга
- Что скажешь о себе?
- Охтинский мост (позднее вошла в состав романа «Марина»)
- Попробуй-ка соври!
- Записки бывшей двоечницы (Кто такая Журавлина)
- Наш знакомый герой (1987)
- Год жареного петуха (1987)

### Рассказы
- Волшебные яблоки (1975)
- Девочка, которая хотела танцевать
- Исключительный человек
- Чёрно-белые улицы
- Васька
- Примака
- Паня и Фома
- Жених из Медведкина
- Жёлтый запах купавы
- Далеко до апреля
- Семёновна (1963; позднее вошёл в состав романа «Марина»)
- Фроська приехала… (1965)
- Гусев (1966)
- Летят перелётные птицы (1968)

### Пьесы
- Начни с гаммы (1979)
- Паня и Фома

## Публикации

### Книги
- Драбкина А.В. Далеко до апреля. — Л.: Советский писатель, Ленинградское отделение, 1971. — 269 с.
- Драбкина А.В. Волшебные яблоки. — Л.: Детская литература, 1975. — 112 с. — 150 000 экз.
- Драбкина А.В. Чёрно-белые улицы. — Л.: Лениздат, 1975. — 280 с. — 100 000 экз.
- Драбкина А.В. Дневник Маши Суховой. 1979.
- Драбкина А.В. Там, за тремя соснами…. — Л.: Лениздат, 1980. — 376 с. — 65 000 экз.
- Драбкина А.В. Меня не узнала Петровская. — Л.: Детская литература, 1981. — 144 с. — 100 000 экз.
- Драбкина А.В. Марина. — Л.: Советский писатель, Ленинградское отделение, 1985. — 408 с. — 30 000 экз. — ISBN 5-1207-016.
- Драбкина А.В. Наш знакомый герой. — Л.: Лениздат, 1987. — 352 с. — 65 000 экз. — ISBN 5-1246159.
- Драбкина А.В. Жена по заказу. — ОЛМА-ПРЕСС Звездный мир, Нева, 2003. — 320 с. — (Огни большого города). — 5000 экз. — ISBN 5-94850-496-4. — ISBN 5-7654-3013-9.
- Драбкина А.В. Смерть от кутюр. — Нева, 2003. — 384 с. — (Огни большого города). — 5000 экз. — ISBN 5-7654-2560-7.
- Драбкина А.В. Русские грибники. — СПб.: Амфора (издательство), 2004. — 445 с. — 4000 экз. — ISBN 5-94278-058-7.

### Журнальные публикации
- Драбкина А.В. Васька // Звезда. — Л.: Художественная литература, 1966. — № 10. — С. 3-16.
- Драбкина А.В. Примака // Звезда. — Л.: Художественная литература, 1968. — № 6. — С. 87-90.
- Драбкина А.В. Охтинский мост // Звезда. — Л.: Художественная литература, 1970. — № 3. — С. 79-139.
- Драбкина А.В. Чёрно-белые улицы // Звезда. — Л.: Художественная литература, 1971. — № 8. — С. 125-131.
- Драбкина А.В. …И чуть впереди // Звезда. — Л.: Художественная литература, 1973. — № 3. — С. 35-89.
- Драбкина А.В. Мы стоили друг друга // Аврора. — Л.: Лениздат, 1974. — № 10,11. — С. 12-22, 16-26.
- Драбкина А.В. Здравствуйте, Анна Петровна! // Звезда. — Л.: Художественная литература, 1976. — № 2. — С. 83-138.
- Драбкина А.В. Что скажешь о себе? // Звезда. — Л.: Художественная литература, 1979. — № 4. — С. 71-135.
- Драбкина А.В. Правдивая книга, не отягченная правдоподобием (Валерий Попов. Жизнь удалась) // Звезда. — Л.: Художественная литература, 1982. — № 5. — С. 186-187.
- Драбкина А.В. Пыба, тютелька, шпонт… // Чиж и ёж: литературный журнал для детей. — СПб.: ДЕТГИЗ-Лицей, 2004. — № 1-2. — С. 28-32.

## Экранизации
- 1969 год — «Далеко до апреля» (реж. М. Свердлов)
- 1976 год — «Рядом с тобой» (реж. Н. Жуков) — экранизация повести «…И чуть впереди»

## О ней
- Павлов Г. Первая книга Аллы Драбкиной «Далеко до апреля» // В мире книг : журнал. — 1972. — № 5.
- Наталья Курапцева. Ты рядом и чуть впереди // Молодой Ленинград : альманах. — Советский писатель, 1976. — С. 423-429.
- Грудцова О. Алла Драбкина. Далеко до апреля. Повести и рассказы. // Новый мир : журнал. — М.: Известия, 1972. — № III. — С. 280.
- Путилова Е. Рецензия на книгу А. Драбкиной «Меня не узнала Петровская» // Детская литература : журнал. — М., 1983. — № 6. — С. 68.